# Torre de la Industria
La Torre de la Industria es un rascacielos de oficinas construido en 1994 en Chile. Fue diseñada por los conocidos arquitectos Abraham Senerman Lamas, José Cruz Covarrubias y Juan Echenique Guzmán. Está ubicado en la zona conocida como Sanhattan, en la parte oriente de la metrópoli de Santiago de Chile. Este rascacielos fue el más alto de Chile entre 1994 y 1996, cuando fue superado por la torre CTC.

## Forma
Mide 132 metros, y tiene 33 pisos. Su término es en forma piramidal.

## Detalles clave
- Altura: 132 metros.
- Pisos: 33 pisos.
- Condición: En uso.
- Rango: 
  - Actual:
    - En Chile: 5.º lugar.
    - En Santiago de Chile: 4.º lugar.

  - 2010:
    - En Chile: 3.º lugar.
    - En Santiago de Chile: 3.º lugar.